# Équipe du Nigeria féminine de football à la Coupe du monde 2019
L'équipe du Nigeria féminine de football participe à la Coupe du monde de 2019 organisée en France du 7 juin 2019 au 7 juillet 2019.

## Qualification
Le Nigeria se qualifie grâce à sa victoire à la Coupe d'Afrique des nations féminine de football 2018.

## Préparation

### Maillot
Pendant la Coupe du Monde féminine 2019, l'équipe du Nigeria porte un maillot confectionné par l'équipementier Nike. Le maillot domicile est blanc et vert, le vert est remplacé par du noir sur les épaules. Le maillot extérieur est vert foncé.

## Joueuses et encadrement technique
La sélection finale est annoncée le 25 mai 2019.

## Compétition
Pour un article plus général, voir Coupe du monde féminine de football 2019.

### Format et tirage au sort
Les 24 équipes qualifiées pour la Coupe du monde sont réparties en quatre chapeaux de six équipes. Lors du tirage au sort, six groupes de quatre équipes sont formés, les quatre équipes de chaque groupe provenant chacune d'un chapeau différent. Celles-ci s'affrontent une fois chacune : à la fin des trois journées, les deux premiers de chaque groupe sont qualifiés pour les huitièmes de finale, ainsi que les quatre meilleurs troisième de groupe.
Le Nigeria est placé dans le chapeau 4.
Le chapeau 4 contient les équipes africaines (Jamaïque, Afrique du Sud, Cameroun et Nigeria) aux côtés de deux sud-américaines (Chili et Argentine).
Le tirage donne alors pour adversaires la Corée du Sud, la France et la Norvège.

### Premier tour - Groupe A
| Rang | Équipe       | Pts | J | G | N | P | Bp | Bc | Diff |
| ---- | ------------ | --- | - | - | - | - | -- | -- | ---- |
| 1    | France       | 9   | 3 | 3 | 0 | 0 | 7  | 1  | +6   |
| 2    | Norvège      | 6   | 3 | 2 | 0 | 1 | 6  | 3  | +3   |
| 3    | Nigeria      | 3   | 3 | 1 | 0 | 2 | 2  | 4  | -2   |
| 4    | Corée du Sud | 0   | 3 | 0 | 0 | 3 | 1  | 8  | -7   |

#### Norvège - Nigeria
| Match 2           | Norvège                                                                       | 3 – 0   | Nigeria                       | Stade Auguste-Delaune, Reims                   |                                                |
| 8 juin 2019 21:00 | (Graham Hansen ) Reiten 17e · (Reiten ) Karlseng Utland 34e · Ohale 37e (csc) | (3 - 0) |                               | Spectateurs : 11 058 Arbitrage : Kate Jacewicz | Spectateurs : 11 058 Arbitrage : Kate Jacewicz |
| 8 juin 2019 21:00 |                                                                               | Rapport | 13e Oparanozie · 45+1e Ordega | Spectateurs : 11 058 Arbitrage : Kate Jacewicz | Spectateurs : 11 058 Arbitrage : Kate Jacewicz |

| Norvège | Nigeria |

| NORVEGE :       |    |                            |  |       |
|                 |    |                            |  |       |
| Gardien de but  | 1  | Ingrid Hjelmseth           |  |       |
|                 | 2  | Ingrid Moe Wold            |  |       |
|                 | 3  | Maria Thorisdottir         |  |       |
|                 | 6  | Maren Mjelde               |  |       |
|                 | 8  | Vilde Bøe Risa             |  | 84e   |
|                 | 9  | Isabell Herlovsen          |  |       |
|                 | 10 | Caroline Graham Hansen     |  |       |
|                 | 11 | Lisa-Marie Karlseng Utland |  | 80e   |
|                 | 14 | Ingrid Syrstad Engen       |  |       |
|                 | 16 | Guro Reiten                |  | 90+1e |
|                 | 17 | Kristine Minde             |  |       |
| Remplaçantes :  |    |                            |  |       |
|                 | 7  | Elise Thorsnes             |  | 80e   |
|                 | 18 | Frida Maanum               |  | 84e   |
|                 | 20 | Emilie Haavi               |  | 90+1e |
| Sélectionneur : |    |                            |  |       |
| Martin Sjögren  |    |                            |  |       |

| NIGERIA :       |    |                   |       |     |
|                 |    |                   |       |     |
| Gardien de but  | 1  | Tochukwu Oluehi   |       |     |
|                 | 3  | Osinachi Ohale    |       |     |
|                 | 4  | Ngozi Ebere       |       |     |
|                 | 5  | Onome Ebi         |       |     |
|                 | 8  | Asisat Oshoala    |       |     |
|                 | 9  | Desire Oparanozie | 13e   | 71e |
|                 | 10 | Rita Chikwelu     |       |     |
|                 | 13 | Ngozi Okobi       |       |     |
|                 | 14 | Faith Michael     |       | 54e |
|                 | 17 | Francisca Ordega  | 45+1e |     |
|                 | 18 | Halimatu Ayinde   |       | 51e |
| Remplaçantes :  |    |                   |       |     |
|                 | 11 | Chinaza Uchendu   |       | 51e |
|                 | 20 | Chidinma Okeke    |       | 54e |
|                 | 12 | Uchenna Kanu      |       | 71e |
| Sélectionneur : |    |                   |       |     |
| Thomas Dennerby |    |                   |       |     |

| Assistantes : Kathryn Nesbitt Chantal Boudreau Quatrième arbitre : Caseu Reibelt Cinquième arbitre : Maiko Hagio Arbitre vidéo : Danny Makkelie Assistants arbitre vidéo : Sian Massey Mohammed Abdulla Mohammed Femme du Match : Guro Reiten |

#### Nigeria - Corée du Sud
| Match 13           | Nigeria                                 | 2 – 0   | Corée du Sud | Stade des Alpes, Grenoble                               |                                                         |
| 12 juin 2019 15:00 | Kim D. 29e (csc) · (Okeke ) Oshoala 75e | (1 - 0) |              | Spectateurs : 11 252 Arbitrage : Anastasia Pustovoitova | Spectateurs : 11 252 Arbitrage : Anastasia Pustovoitova |
| 12 juin 2019 15:00 | Rapport                                 |         |              | Spectateurs : 11 252 Arbitrage : Anastasia Pustovoitova | Spectateurs : 11 252 Arbitrage : Anastasia Pustovoitova |

| Nigeria | Corée du Sud |

| NIGERIA :        |    |                   |  |     |
|                  |    |                   |  |     |
| Gardien de but   | 16 | Chiamaka Nnadozie |  |     |
|                  | 3  | Osinachi Ohale    |  |     |
|                  | 4  | Ngozi Ebere       |  |     |
|                  | 5  | Onome Ebi         |  |     |
|                  | 8  | Asisat Oshoala    |  | 83e |
|                  | 9  | Desire Oparanozie |  |     |
|                  | 10 | Rita Chikwelu     |  | 61e |
|                  | 11 | Chinaza Uchendu   |  | 65e |
|                  | 13 | Ngozi Okobi       |  |     |
|                  | 17 | Francisca Ordega  |  | 80e |
|                  | 20 | Chidinma Okeke    |  |     |
| Remplaçantes :   |    |                   |  |     |
|                  | 18 | Halimatu Ayinde   |  | 65e |
|                  | 7  | Anam Imo          |  | 80e |
|                  | 12 | Uchenna Kanu      |  | 83e |
| Sélectionneuse : |    |                   |  |     |
| Thomas Dennerby  |    |                   |  |     |

| COREE DU SUD :  |    |               |  |     |
|                 |    |               |  |     |
| Gardien de but  | 18 | Kim Min-jeong |  |     |
|                 | 20 | Kim Hye-ri    |  |     |
|                 | 4  | Hwang Bo-ram  |  | 71e |
|                 | 5  | Kim Do-yeon   |  |     |
|                 | 16 | Jang Sel-gi   |  |     |
|                 | 7  | Lee Min-a     |  | 56e |
|                 | 10 | Ji So-yun     |  | 49e |
|                 | 8  | Cho So-hyun   |  |     |
|                 | 23 | Kang Chae-rim |  | 76e |
|                 | 11 | Jung Seol-bin |  | 56e |
|                 | 17 | Lee Geum-min  |  |     |
| Remplaçantes :  |    |               |  |     |
|                 | 9  | Moon Mi-ra    |  | 56e |
|                 | 13 | Yeo Min-ji    |  | 56e |
|                 | 19 | Lee So-dam    |  | 76e |
| Sélectionneur : |    |               |  |     |
| Yoon Deok-yeo   |    |               |  |     |

| Assistantes : Ekaterina Kurochkina Petruta Iugulescu Quatrième arbitre : Ekaterina Koroleva Cinquième arbitre : Julia Magnusson Arbitre vidéo : Carlos del Cerro Grande Assistants arbitre vidéo : Leslie Vasquez Paolo Valeri Femme du Match : Asisat Oshoala |

#### Nigeria - France
| Match 25           | Nigeria | 0 – 1   | France            | Roazhon Park, Rennes                            |                                                 |
| 17 juin 2019 21:00 |         | (0 - 0) | Renard 79e (pen.) | Spectateurs : 28 267 Arbitrage : Melissa Borjas | Spectateurs : 28 267 Arbitrage : Melissa Borjas |
| 17 juin 2019 21:00 | Rapport |         |                   | Spectateurs : 28 267 Arbitrage : Melissa Borjas | Spectateurs : 28 267 Arbitrage : Melissa Borjas |

| Nigeria | France |

| NIGERIA :       |    |                       |          |     |
|                 |    |                       |          |     |
| Gardien de but  | 16 | Chiamaka Nnadozie     | 77e      |     |
|                 | 20 | Chidinma Okeke        |          |     |
|                 | 5  | Onome Ebi             |          |     |
|                 | 3  | Osinachi Ohale        |          |     |
|                 | 4  | Ngozi Ebere           | 28e, 75e |     |
|                 | 18 | Halimatu Ayinde       |          |     |
|                 | 13 | Ngozi Okobi-Okeoghene |          |     |
|                 | 10 | Rita Chikwelu         | 90+9e    |     |
|                 | 17 | Francisca Ordega      |          | 84e |
|                 | 8  | Asisat Oshoala        |          | 85e |
|                 | 9  | Desire Oparanozie     |          | 90e |
| Remplaçantes :  |    |                       |          |     |
|                 | 6  | Evelyn Nwabuoku       |          | 84e |
|                 | 7  | Anam Imo              |          | 85e |
|                 | 12 | Uchenna Kanu          |          | 90e |
| Sélectionneur : |    |                       |          |     |
| Thomas Dennerby |    |                       |          |     |

| FRANCE :         |    |                    |       |     |
|                  |    |                    |       |     |
| Gardien de but   | 16 | Sarah Bouhaddi     |       |     |
|                  | 2  | Ève Périsset       |       |     |
|                  | 19 | Griedge Mbock      |       |     |
|                  | 3  | Wendie Renard      |       |     |
|                  | 10 | Amel Majri         |       |     |
|                  | 6  | Amandine Henry     |       |     |
|                  | 17 | Gaëtane Thiney     |       | 89e |
|                  | 14 | Charlotte Bilbault |       |     |
|                  | 20 | Delphine Cascarino |       | 62e |
|                  | 13 | Valérie Gauvin     | 45+2e | 62e |
|                  | 18 | Viviane Asseyi     |       |     |
| Remplaçantes :   |    |                    |       |     |
|                  | 9  | Eugénie Le Sommer  |       | 62e |
|                  | 11 | Kadidiatou Diani   |       | 62e |
|                  | 8  | Grace Geyoro       |       | 89e |
| Sélectionneuse : |    |                    |       |     |
| Corinne Diacre   |    |                    |       |     |

| Assistantes : Shirley Perello Felisha Mariscal Quatrième arbitre : María Carvajal Cinquième arbitre : Leslie Vásquez Arbitre vidéo : Danny Makkelie Assistants arbitre vidéo : Paweł Gil Loreto Toloza Femme du Match : Wendie Renard |

### Phase à élimination directe

#### Huitième de finale: Allemagne - Nigeria
| Match 37           | Allemagne                                              | 3 – 0   | Nigeria                                     | Stade des Alpes, Grenoble                          |                                                    |
| 22 juin 2019 17:30 | ( Magull) Popp 20e · Däbritz 27e (pen.) · Schüller 82e | (2 - 0) |                                             | Spectateurs : 17 988 Arbitrage : Yoshimi Yamashita | Spectateurs : 17 988 Arbitrage : Yoshimi Yamashita |
| 22 juin 2019 17:30 | Popp 32e · Huth 57e                                    | Rapport | 26e Nwabuoku · 61e Oparanozie · 82e Ajibade | Spectateurs : 17 988 Arbitrage : Yoshimi Yamashita | Spectateurs : 17 988 Arbitrage : Yoshimi Yamashita |

| Allemagne | Nigeria |

| ALLEMAGNE :              |    |                 |            |     |
|                          |    |                 |            |     |
| Gardien de but           | 1  | Almuth Schult   |            |     |
|                          | 15 | Giulia Gwinn    |            |     |
|                          | 23 | Sara Doorsoun   |            |     |
|                          | 5  | Marina Hegering |            |     |
|                          | 17 | Verena Schweers |            | 46e |
|                          | 9  | Svenja Huth     | 57e        |     |
|                          | 18 | Melanie Leupolz |            | 46e |
|                          | 20 | Lina Magull     |            | 69e |
|                          | 13 | Sara Däbritz    | 27e (pen.) |     |
|                          | 11 | Alexandra Popp  | 20e, 32e   |     |
|                          | 19 | Lea Schüller    | 82e        |     |
| Remplaçantes :           |    |                 |            |     |
|                          | 2  | Carolin Simon   |            | 46e |
|                          | 19 | Klara Bühl      |            | 46e |
|                          | 6  | Lena Oberdorf   |            | 69e |
| Sélectionneuse :         |    |                 |            |     |
| Martina Voss-Tecklenburg |    |                 |            |     |

| NIGERIA :       |    |                   |     |     |     |
|                 |    |                   |     |     |     |
| Gardien de but  | 1  | Chiamaka Nnadozie |     |     |     |
|                 | 20 | Chidinma Okeke    |     |     |     |
|                 | 5  | Onome Ebi         |     |     |     |
|                 | 3  | Osinachi Ohale    |     |     |     |
|                 | 6  | Evelyn Nwabuoku   | 26e |     | 46e |
|                 | 17 | Francisca Ordega  |     |     |     |
|                 | 18 | Halimatu Ayinde   |     |     |     |
|                 | 13 | Ngozi Okobi       |     |     |     |
|                 | 19 | Chinwendu Ihezuo  |     | 75e |     |
|                 | 9  | Desire Oparanozie | 61e |     |     |
|                 | 12 | Uchenna Kanu      |     | 84e |     |
| Remplaçantes :  |    |                   |     |     |     |
|                 | 15 | Rasheedat Ajibade | 82e | 46e |     |
|                 | 11 | Chinaza Uchendu   |     | 75e |     |
|                 | 22 | Alice Ogebe       |     | 84e |     |
| Sélectionneur : |    |                   |     |     |     |
| Thomas Dennerby |    |                   |     |     |     |

| Assistantes : Naomi Teshirogi Makoto Bozono Quatrième arbitre : Casey Reibelt Arbitre vidéo : Carlos Del Cerro Grande Assistants arbitre vidéo : Mayte Chavez Jose Maria Sanchez Femme du Match : Alexandra Popp |

## Temps de jeu
| Joueuse               |            |            |            |            | TT         | But inscrit | Passe décisive | MJ         | MT         | Légende |
| --------------------- | ---------- | ---------- | ---------- | ---------- | ---------- | ----------- | -------------- | ---------- | ---------- | --- |
| Gardiennes            | Gardiennes | Gardiennes | Gardiennes | Gardiennes | Gardiennes | Gardiennes  | Gardiennes     | Gardiennes | Gardiennes | Abréviations et symboles : TT : Total de minutes jouées MJ : Nombre de matchs joués MT : Matchs joués en tant que titulaire : but : passe décisive : joueuse entrée : joueuse remplacée : capitaine : carton jaune : carton rouge |
| Tochukwu Oluehi       | 90         | -          | -          | 90         | 180        | -           | -              | 2          | 2          | Abréviations et symboles : TT : Total de minutes jouées MJ : Nombre de matchs joués MT : Matchs joués en tant que titulaire : but : passe décisive : joueuse entrée : joueuse remplacée : capitaine : carton jaune : carton rouge |
| Chiamaka Nnadozie     | -          | 90         | 90         | -          | 180        | -           | -              | 2          | 2          | Abréviations et symboles : TT : Total de minutes jouées MJ : Nombre de matchs joués MT : Matchs joués en tant que titulaire : but : passe décisive : joueuse entrée : joueuse remplacée : capitaine : carton jaune : carton rouge |
| Alaba Jonathan        | -          | -          | -          | -          | -          | -           | -              | -          | -          | Abréviations et symboles : TT : Total de minutes jouées MJ : Nombre de matchs joués MT : Matchs joués en tant que titulaire : but : passe décisive : joueuse entrée : joueuse remplacée : capitaine : carton jaune : carton rouge |
| Défenseures           |            |            |            |            |            |             |                |            |            | Abréviations et symboles : TT : Total de minutes jouées MJ : Nombre de matchs joués MT : Matchs joués en tant que titulaire : but : passe décisive : joueuse entrée : joueuse remplacée : capitaine : carton jaune : carton rouge |
| Osinachi Ohale        | 90         | 90         | 90         | 90         | 360        | -           | -              | 4          | 4          | Abréviations et symboles : TT : Total de minutes jouées MJ : Nombre de matchs joués MT : Matchs joués en tant que titulaire : but : passe décisive : joueuse entrée : joueuse remplacée : capitaine : carton jaune : carton rouge |
| Ngozi Ebere           | 90         | 90         | 75         | -          | 255        | -           | -              | 3          | 3          | Abréviations et symboles : TT : Total de minutes jouées MJ : Nombre de matchs joués MT : Matchs joués en tant que titulaire : but : passe décisive : joueuse entrée : joueuse remplacée : capitaine : carton jaune : carton rouge |
| Onome Ebi             | 90         | 90         | 90         | 90         | 360        | -           | -              | 4          | 4          | Abréviations et symboles : TT : Total de minutes jouées MJ : Nombre de matchs joués MT : Matchs joués en tant que titulaire : but : passe décisive : joueuse entrée : joueuse remplacée : capitaine : carton jaune : carton rouge |
| Faith Michael         | 54         | -          | -          | -          | 54         | -           | -              | 1          | 1          | Abréviations et symboles : TT : Total de minutes jouées MJ : Nombre de matchs joués MT : Matchs joués en tant que titulaire : but : passe décisive : joueuse entrée : joueuse remplacée : capitaine : carton jaune : carton rouge |
| Chidinma Okeke        | 36         | 90         | 90         | 90         | 306        | -           | 1              | 4          | 3          | Abréviations et symboles : TT : Total de minutes jouées MJ : Nombre de matchs joués MT : Matchs joués en tant que titulaire : but : passe décisive : joueuse entrée : joueuse remplacée : capitaine : carton jaune : carton rouge |
| Milieux               |            |            |            |            |            |             |                |            |            | Abréviations et symboles : TT : Total de minutes jouées MJ : Nombre de matchs joués MT : Matchs joués en tant que titulaire : but : passe décisive : joueuse entrée : joueuse remplacée : capitaine : carton jaune : carton rouge |
| Amarachi Okoronkwo    | -          | -          | -          | -          | -          | -           | -              | -          | -          | Abréviations et symboles : TT : Total de minutes jouées MJ : Nombre de matchs joués MT : Matchs joués en tant que titulaire : but : passe décisive : joueuse entrée : joueuse remplacée : capitaine : carton jaune : carton rouge |
| Evelyn Nwabuoku       | -          | -          | 6          | 46         | 52         | -           | -              | 2          | 1          | Abréviations et symboles : TT : Total de minutes jouées MJ : Nombre de matchs joués MT : Matchs joués en tant que titulaire : but : passe décisive : joueuse entrée : joueuse remplacée : capitaine : carton jaune : carton rouge |
| Rita Chikwelu         | 90         | 90         | 90         | -          | 270        | -           | -              | 3          | 3          | Abréviations et symboles : TT : Total de minutes jouées MJ : Nombre de matchs joués MT : Matchs joués en tant que titulaire : but : passe décisive : joueuse entrée : joueuse remplacée : capitaine : carton jaune : carton rouge |
| Ngozi Okobi-Okeoghene | 90         | 90         | 90         | 90         | 360        | -           | -              | 4          | 4          | Abréviations et symboles : TT : Total de minutes jouées MJ : Nombre de matchs joués MT : Matchs joués en tant que titulaire : but : passe décisive : joueuse entrée : joueuse remplacée : capitaine : carton jaune : carton rouge |
| Halimatu Ayinde       | 51         | 25         | 90         | 90         | 256        | -           | -              | 4          | 3          | Abréviations et symboles : TT : Total de minutes jouées MJ : Nombre de matchs joués MT : Matchs joués en tant que titulaire : but : passe décisive : joueuse entrée : joueuse remplacée : capitaine : carton jaune : carton rouge |
| Ogonna Chukwudi       | -          | -          | -          | -          | -          | -           | -              | -          | -          | Abréviations et symboles : TT : Total de minutes jouées MJ : Nombre de matchs joués MT : Matchs joués en tant que titulaire : but : passe décisive : joueuse entrée : joueuse remplacée : capitaine : carton jaune : carton rouge |
| Attaquantes           |            |            |            |            |            |             |                |            |            | Abréviations et symboles : TT : Total de minutes jouées MJ : Nombre de matchs joués MT : Matchs joués en tant que titulaire : but : passe décisive : joueuse entrée : joueuse remplacée : capitaine : carton jaune : carton rouge |
| Anam Imo              | -          | 10         | 5          | -          | 15         | -           | -              | 2          | -          | Abréviations et symboles : TT : Total de minutes jouées MJ : Nombre de matchs joués MT : Matchs joués en tant que titulaire : but : passe décisive : joueuse entrée : joueuse remplacée : capitaine : carton jaune : carton rouge |
| Asisat Oshoala        | 90         | 83         | 85         | -          | 258        | 1           | -              | 3          | 3          | Abréviations et symboles : TT : Total de minutes jouées MJ : Nombre de matchs joués MT : Matchs joués en tant que titulaire : but : passe décisive : joueuse entrée : joueuse remplacée : capitaine : carton jaune : carton rouge |
| Desire Oparanozie     | 71         | 90         | 90         | 90         | 341        | -           | -              | 4          | 4          | Abréviations et symboles : TT : Total de minutes jouées MJ : Nombre de matchs joués MT : Matchs joués en tant que titulaire : but : passe décisive : joueuse entrée : joueuse remplacée : capitaine : carton jaune : carton rouge |
| Chinaza Uchendu       | 39         | 65         | -          | 15         | 119        | -           | -              | 3          | 1          | Abréviations et symboles : TT : Total de minutes jouées MJ : Nombre de matchs joués MT : Matchs joués en tant que titulaire : but : passe décisive : joueuse entrée : joueuse remplacée : capitaine : carton jaune : carton rouge |
| Uchenna Kanu          | 19         | 7          | 0          | 84         | 110        | -           | -              | 4          | 1          | Abréviations et symboles : TT : Total de minutes jouées MJ : Nombre de matchs joués MT : Matchs joués en tant que titulaire : but : passe décisive : joueuse entrée : joueuse remplacée : capitaine : carton jaune : carton rouge |
| Rasheedat Ajibade     | -          | -          | -          | 44         | 44         | -           | -              | 1          | -          | Abréviations et symboles : TT : Total de minutes jouées MJ : Nombre de matchs joués MT : Matchs joués en tant que titulaire : but : passe décisive : joueuse entrée : joueuse remplacée : capitaine : carton jaune : carton rouge |
| Francisca Ordega      | 90         | 80         | 84         | 90         | 344        | -           | -              | 4          | 4          | Abréviations et symboles : TT : Total de minutes jouées MJ : Nombre de matchs joués MT : Matchs joués en tant que titulaire : but : passe décisive : joueuse entrée : joueuse remplacée : capitaine : carton jaune : carton rouge |
| Chinwendu Ihezuo      | -          | -          | -          | 75         | 75         | -           | -              | 1          | 1          | Abréviations et symboles : TT : Total de minutes jouées MJ : Nombre de matchs joués MT : Matchs joués en tant que titulaire : but : passe décisive : joueuse entrée : joueuse remplacée : capitaine : carton jaune : carton rouge |
| Alice Ogebe           | -          | -          | -          | 6          | 6          | -           | -              | 1          | -          | Abréviations et symboles : TT : Total de minutes jouées MJ : Nombre de matchs joués MT : Matchs joués en tant que titulaire : but : passe décisive : joueuse entrée : joueuse remplacée : capitaine : carton jaune : carton rouge |
| Total                 |            |            |            |            |            |             |                |            |            | Abréviations et symboles : TT : Total de minutes jouées MJ : Nombre de matchs joués MT : Matchs joués en tant que titulaire : but : passe décisive : joueuse entrée : joueuse remplacée : capitaine : carton jaune : carton rouge |
| Équipe du Nigeria     | 90         | 90         | 90         | 90         | 360        | 1           | 1              | 4          | -          | Abréviations et symboles : TT : Total de minutes jouées MJ : Nombre de matchs joués MT : Matchs joués en tant que titulaire : but : passe décisive : joueuse entrée : joueuse remplacée : capitaine : carton jaune : carton rouge |